# Irina Egorova
Irina Nikolaevna Egorova (in russo Ирина Николаевна Егорова?; Ivanovo, 8 aprile 1940) è un'ex pattinatrice di velocità su ghiaccio sovietica, dal 1991 russa.

## Carriera
In carriera vinse due medaglie d'argento alle Olimpiadi di Innsbruck 1964.

## Palmarès

### Olimpiadi
- 2 medaglie:
  - 2 argenti (500 m e 1000 m a Innsbruck 1964).